# Tào Phương
Tào Phương (chữ Hán: 曹芳; 232–274; cai trị: 239 – 254) tên tự là Lan Khanh (蘭卿), là hoàng đế thứ ba của nhà Tào Ngụy thời Tam Quốc trong lịch sử Trung Quốc.
Trước khi lên ngôi, ông được phong là Tề Vương. Sau này, ông bị Tư Mã Sư phế truất làm Thiệu Lăng công. Sau khi ông mất, được ban thụy là "Lệ" (nghĩa: ngang bướng), gọi đầy đủ là Thiệu Lăng Lệ công. Ông mất vào năm 274, lúc đó nhà Tào Ngụy đã bị nhà Tấn tiêu diệt.

## Tuổi trẻ
Tào Phương vốn là con trai của Nhậm Thành vương Tào Giai (曹楷) – một hoàng thân quốc thích nhà Tào Ngụy. Vì vua Tào Ngụy Liệt Tổ Minh Đế (Tào Duệ) không có con trai, bèn chọn ông lập làm thái tử. 
Năm 239, Ngụy Minh Đế mất. Trước lúc mất, vua Minh Đế vì thấy vua mới Tào Phương còn nhỏ, bèn định giao quyền nhiếp chính cho bọn đại thần Tào Vũ, Tào Sảng, Hạ Hầu Hiến, Tào Triệu và Tần Lãng. Nhưng lúc đó, 2 viên quan là Lưu Phóng và Tôn Tư vốn có hiềm khích với Hạ Hầu Hiến và Tào Triệu nên xin với Minh Đế đổi lại người nhiếp chính, Minh Đế đành chỉ định để 2 người là Tào Sảng và Tư Mã Ý làm thay. Sau khi Minh Đế băng, Thái tử Tào Phương kế nhiệm, đặt niên hiệu là Cảnh Sơ.

## Tào Sảng nhiếp chính
Phế Đế cai trị đất nước 15 năm, số năm cai trị dài nhất trong các vua nhà Tào Ngụy, nhưng trong thời gian đó ông không làm được việc gì. Khi ông còn nhỏ, các đại thần Tào Sảng rồi sau đó là Tư Mã Ý tranh đoạt quyền lực. Sau này, khi Tư Mã Ý mất, con là Tư Mã Sư lên thay, Phế Đế định tìm cách giành lại quyền từ tay họ Tư Mã nhưng thất bại, cuối cùng bị phế truất.
Lúc đầu, khi nắm quyền nhiếp chính, Tào Sảng và Tư Mã Ý cùng chia nhau đều cai quản. Nhưng càng về sau, Tào Sảng càng lấn lướt Tư Mã Ý, dần dần đã chiếm lấy quyền lực của họ Tư Mã. Tư Mã Ý thấy mình còn yếu, không thể chống lại được Tào Sảng, đành nhẫn nhịn chờ thời cơ. Sau đó (năm 247), Tư Mã Ý vờ cáo bệnh từ quan. Thế lực của Tào Sảng do không còn ai cản nữa, bắt đầu tung hoành chốn triều đường, những tay chân thân tín như Đặng Dương (鄧颺), Lý Thắng (李勝), Hà Yến (何晏) và Đinh Mật (丁謐),... ra sức lộng hành, lũng đoạn triều chính. Những người mà không cùng phe cánh hoặc chống lại Tào Sảng đều bị loại bỏ.
Năm 243, Phế Đế lập nàng Chân Thị làm hoàng hậu. Chân hoàng hậu là cháu của Ngụy Xương Mục hầu Chân Nghiễm (sau này mất, Chân hậu được truy là Hoài hoàng hậu).
Tư Mã Ý làm cho Tào Sảng mất cảnh giác, ngầm chờ thời cơ nổi dậy. Năm 249, khi Tào Sảng dẫn Ngụy Phế Đế đi viếng miếu Liệt Tổ của tiên hoàng Ngụy Minh Đế, Tư Mã Ý bèn nổi dậy, đem quân tiến chiếm kinh thành, buộc Quách thái hậu ban chiếu kể tội Tào Sảng lộng quyền làm bại hoại chính sự. Tào Sảng mất hết uy quyền, rồi bị giết chết. Từ đó, Tư Mã Ý chính thức nắm quyền trong triều.

## Họ Tư Mã nhiếp chính
Từ sau khi nắm quyền nhiếp chính, Tư Mã Ý ra sức gây uy thế trong triều. Tào Phương không có quyền, đã vậy còn buộc phải ban cho Tư Mã Ý lễ cửu tích (tức là 9 ơn huệ của nhà vua ban cho bề tôi có công), nhưng Tư Mã Ý giả vờ từ chối. Thời Tư Mã Ý nắm quyền, ra sức thanh lọc bộ máy quan lại, bài trừ tệ nạn tham nhũng.
Năm 251, viên tướng trấn giữ thành Thọ Xuân (nay thuộc thành phố Thọ Châu, địa cấp thị Lữ An, tỉnh An Huy) là Vương Lăng bị cho là âm mưu với Sở vương Tào Bưu (曹彪 con thứ của Tào Tháo, em Văn Đế Tào Phi, ông chú của Tào Phương) định đánh chiếm Hứa Xương, phế truất Tào Phương để lập Tào Bưu. Nhưng nhanh chóng, Vương Lăng bị Tư Mã Ý bắt. Tư Mã Ý giết cả họ Vương Lăng rồi nhân danh Tào Phương bắt Tào Bưu tự sát. Các sử gia hiện đại cho rằng thực chất đây là vụ án giả do Tư Mã Ý làm ra để tiêu diệt những lực lượng trung thành với họ Tào mà chống đối mình.
Không lâu sau vụ Vương Lăng, Tư Mã Ý qua đời, giao quyền lại cho con trai trưởng là Tư Mã Sư nắm giữ.
Từ khi nắm quyền, Tư Mã Sư chuyên hết mọi việc, khiến Tào Phương lấy làm bất bình. Ông vốn chỉ tin tưởng một viên đại thần tên là Lý Phong, khi bàn chính sự với Lý, thường bày tỏ nỗi bất bình về sự chuyên quyền của họ Tư Mã. Tư Mã Sư biết tin đó, bèn bí mật bắt giam Lý Phong, hành hạ ông ta đủ điều, ép phải khai ra những điều đã bí mật bàn luận với Tào Phương, nhưng Lý Phong một mực không chịu khai, cuối cùng bị chém chết. Sau đó, Tư Mã Sư ra tay thanh trừng những người cùng phe cánh với Lý Phong như Hạ Hầu Huyền và Trương Tập, khép Lý – Hạ Hầu – Trương tội danh phản quốc, ban án tru di tam tộc, Tào Phương chỉ biết bất lực rơi lệ khi thấy bề tôi trung của mình bị giết. Sự kiện đó xảy ra vào năm 254. Sau đó, Tư Mã Sư ép vua phải phế truất Trương hoàng hậu, đưa người con gái khác là Vương Thị lên thay.
Càng ngày, Tào Phương càng căm hận Tư Mã Sư. Có người bày kế cho vua rằng sẽ giúp vua lấy lại quyền lực, âm mưu được bày ra là: vua hãy sai thích khách chặn ở thành Trường An, em của Tư Mã Sư là Tư Mã Chiêu sẽ đến đó trấn giữ, nhân đó mà cho thích khách ra giết Tư Mã Chiêu, rồi cướp lấy quân đội của Chiêu, lấy quân đó mà chống lại Tư Mã Sư. Dù thấy kế hoạch hay, nhưng Tào Phương lại lo ngại, chần chừ không quyết, cuối cùng âm mưu bị bại lộ. Tư Mã Sư nghe tin sợ hãi, quyết ra tay hạ bệ ông. Lấy danh nghĩa là vua bị bệnh điên, rồi phế truất vua, giáng ông làm Tề Vương.

## Cuộc sống sau khi bị phế
Sau khi bị phế làm Tề Vương, Phế Đế chuyển đến sống tại một cung điện ở Hà Nội (nay thuộc địa cấp thị Tiêu Tác, tỉnh Hà Nam, Trung Quốc). Sau này, năm 265, khi con trai của Tư Mã Chiêu là Tư Mã Viêm cướp ngôi nhà Tào Ngụy, lập ra nhà Tấn, Phế Đế bị giáng làm Thiệu Lăng công. Tào Phương mất năm 274, hưởng dương 43 tuổi, được an táng theo nghi thức của một công tước, thụy là Lệ. Sử không cho biết hậu duệ của ông.
Trong thời gian 15 năm ở ngôi ông sử dụng 3 niên hiệu là:
- Cánh Sơ (239) [3]
- Chính Thủy (正始) 240–249
- Gia Bình (嘉平) 249–254

## Gia quyến

### Thê thiếp
- Chân Hoàng hậu (甄皇后; ? - 22 tháng 8, 251) , nguyên quán ở huyện Vô Cực, quận Trung Sơn (nay là huyện Vô Cực, thành phố Thạch Gia Trang của tỉnh Hà Bắc, Trung Quốc), xuất thân từ danh môn Vô Cực Chân thị (cũng gọi Trung Sơn Chân thị). Có tổ phụ là Chân Nghiễm (甄俨) , anh cùng mẹ với Văn Chiêu Chân Hoàng hậu của Tào Phi , không rõ cha , mẹ được tặng "Quảng Nhạc Hương quân" (廣樂鄉君). Năm Chính Thủy thứ 4 (243), được sắc lập thành Hoàng hậu. Năm Gia Bình thứ 3 (251) băng, không rõ bao nhiêu tuổi, táng vào Thái Thanh lăng (太清陵). Thụy hiệu Hoài Hoàng hậu (懷皇后).
- Trương Hoàng hậu (张皇后) , con gái của Thái úy Trương Tập, cháu gái của Thứ sử Lương Châu Trương Ký. Năm Gia Bình thứ 3 sách phong Hoàng hậu , sau khi cha bà cùng Lý Phong, Hạ Hầu Huyền mưu diệt trừ Tư Mã Sư thất bại , cả ba đều bị diệt tộc , Trương hậu cũng bị phế truất , không rõ kết cục.
- Vương Hoàng hậu (王皇后) , con gái của Phụng xa đô úy Vương Quỳ , sủng phi của Tào Phương. Sơ phong Quý nhân (貴人) , tháng 4 năm 254 sách lập Hoàng hậu. Tháng 9 cùng năm , Tào Phương bị giàng Tề vương , trở thành Tề vương phi.
- Hình Quý nhân (邢贵人 , ? - 259) , nhan sắc mỹ lệ nhưng tâm tính hay ghen , bị hạ nhân giết chết.
- Trương Mỹ nhân (张美人 , ? - 254) , sơ phong Mỹ nhân (美人) , thụ sủng. Khi Quách Thái hậu cùng Tào Phương tranh luận lập Trương thị hay Vương Quý nhân lên làm hậu , Thái hậu cho người đến ban chết Trương Mỹ nhân. [4]
- Lý Bảo lâm (李保林) [5] , tên Lý Hoa (李华).
- Lưu Bảo lâm (刘保林) , tên Lưu Huân (刘勋).
- Ngu Uyển (禺婉 , ? - 254) , không rõ tước vị , thụ sủng , cùng Trương Mỹ nhân bị Quách Thái hậu ban tử.